# Pavle Gregorić
Pavle Gregorić, né le 18 octobre 1892 à Zlatar et mort le 23 mars 1989 à Zagreb, est un révolutionnaire et politicien croate communiste, ayant servi comme ministre pour la Croatie du gouvernement de la république fédérative socialiste de Yougoslavie, du 7 mars au 14 avril 1945[réf. nécessaire].